# Чей Четта IV
Чей Четта IV (кхмер. ជ័យជេដ្ឋា ទី៤, 1656 — 1725) — король Камбоджи.

## Биография
Принц Анг Сор родился в 1656 году, был вторым сыном короля Барома Ратеа VIII, а также младшим братом короля Каева Хуа II. Когда вьетнамская армия напала на Пномпень, король Каев Хуа II бежал в джунгли, а принц Анг Сор сдался вьетнамцам. Он был коронован вьетнамцами в качестве нового короля Камбоджи, а Анг Нан (тронное имя — Падумараджа IV) получил титул вице-короля. Чей Четта IV стал править Лонгвеке, а Падумараджа IV — в Прейнокоре (ныне — Хошимин), при этом оба присягнули на верность вьетнамскому князю Нгуену.
В 1695 году Чей Четта IV отрекся от престола в пользу своего племянника, Утая I, который правил всего десять месяцев и внезапно скончался в 1696 году. После этого Четта IV вернул себе трон.
В 1700 году вьетнамская армия захватила Пномпень. Вице-король (упараджа) Анг Эм (Баром Рамадхипати) сдался вьетнамцам и взошел на престол. Чей Четта IV сдался в следующем году и ему разрешили вернуться на трон.
В 1702 году Чей Четта IV отрекся от престола в пользу своего сына Томмо Ретеа III. Томмо Ретеа III изгнал Анг Эма с помощью сиамцев. Анг Эм бежал в Сайгон, где заручился поддержкой князя Нгуена. Вьетнамская армия под командованием Нгуена Ку Вана (阮久雲) снова вторглась в Камбоджу. Томмо Ретея III сбежал в Аютию, а Анг Эм вернулся в Камбоджу и обосновался в Лонгвеке. Чей Четта IV вновь был объявлен вьетнамцами королем. Он отрекся от престола в 1706 году.
При поддержке сиамцев Томмо Ретея III вернулся в Камбоджу и в 1714 году захватил Лонгвек. Направленная в помощь Анг Эму вьетнамская армия под командованием Трун Тхонг Сюйен и Нгуен Ку Фу (阮久富) осадила Лонгвек. Чей Четта IV и Томмо Ретеа III вынуждены были бежать в Аютию.